# Московско-Нижегородская железная дорога
Московско-Нижегородская железная дорога — пятая железная дорога в Российской империи, построенная с 1858 по 1862 год Главным обществом российских железных дорог. В 1894 г. принята в Государственную казну. Проведена по Московской, Владимирской, Нижегородской губерниям. Связывала Центр России с Поволжьем и восточными регионами страны, играла важную роль в снабжении Москвы сельскохозяйственными продуктами, а также в доставке товаров на Нижегородскую ярмарку.

## История

### Проекты
Первые проекты строительства Нижегородской железной дороги относятся к тридцатым годам XIX века. В 1830 году появилась статья Н. П. Щеглова, в которой предлагался и вариант прокладки линии железной дороги между Петербургом и Нижним Новгородом через Тверь. Но были и противоположные мнения: в 1831 году начальник комиссии проектов и смет при Управлении путей сообщения М. Г. Дестрем доказывал превосходство судоходных каналов. В 1835 году за прокладку железнодорожных линий Москва—Петербург и Москва—Нижний Новгород высказался профессор М. С. Волков, статью которого в защиту железнодорожного транспорта в России предполагал напечатать А. С. Пушкин в журнале «Современник» ещё в 1836 году. В 1839 году варшавский банкир Штейнкеллер заявил о готовности построить дорогу от Нижнего Новгорода до Варшавы. Но были и проекты, в которых Нижний Новгород не рассматривался. Все проекты отклонялись «из-за декларативности и непродуманности, <…> отсутствия точных маршрутных планов и расчётов».
В 1844 году железную дорогу от Москвы к Елатьме был готов строить отставной поручик А. А. Вонлярлярский; этот проект не был одобрен. Однако в 1847 году Вонлярлярский представил Главноуправляющему путей сообщения П. А. Клейнмихелю первый обоснованный экономическими расчётами проект железной дороги к Нижнему Новгороду. Проект получил одобрение и 10 мая 1847 года Николай I утвердил решение о постройке железной дороги между Москвой и Нижним Новгородом. В том же году начались инженерные изыскания и нивелировка местности, однако к строительству компания, созданная отставным поручиком, так и не приступила, не сумев собрать необходимый капитал.
В 1856 году в правительство поступило шесть заявок, в том числе новое предложение Вонлярлярского. Вопрос о прокладке железной дороги в Нижний Новгород был решён окончательно в 1857 году, когда железнодорожная линия Москва—Нижний Новгород была включена в официальную программу отечественного железнодорожного транспорта.

### Строительство

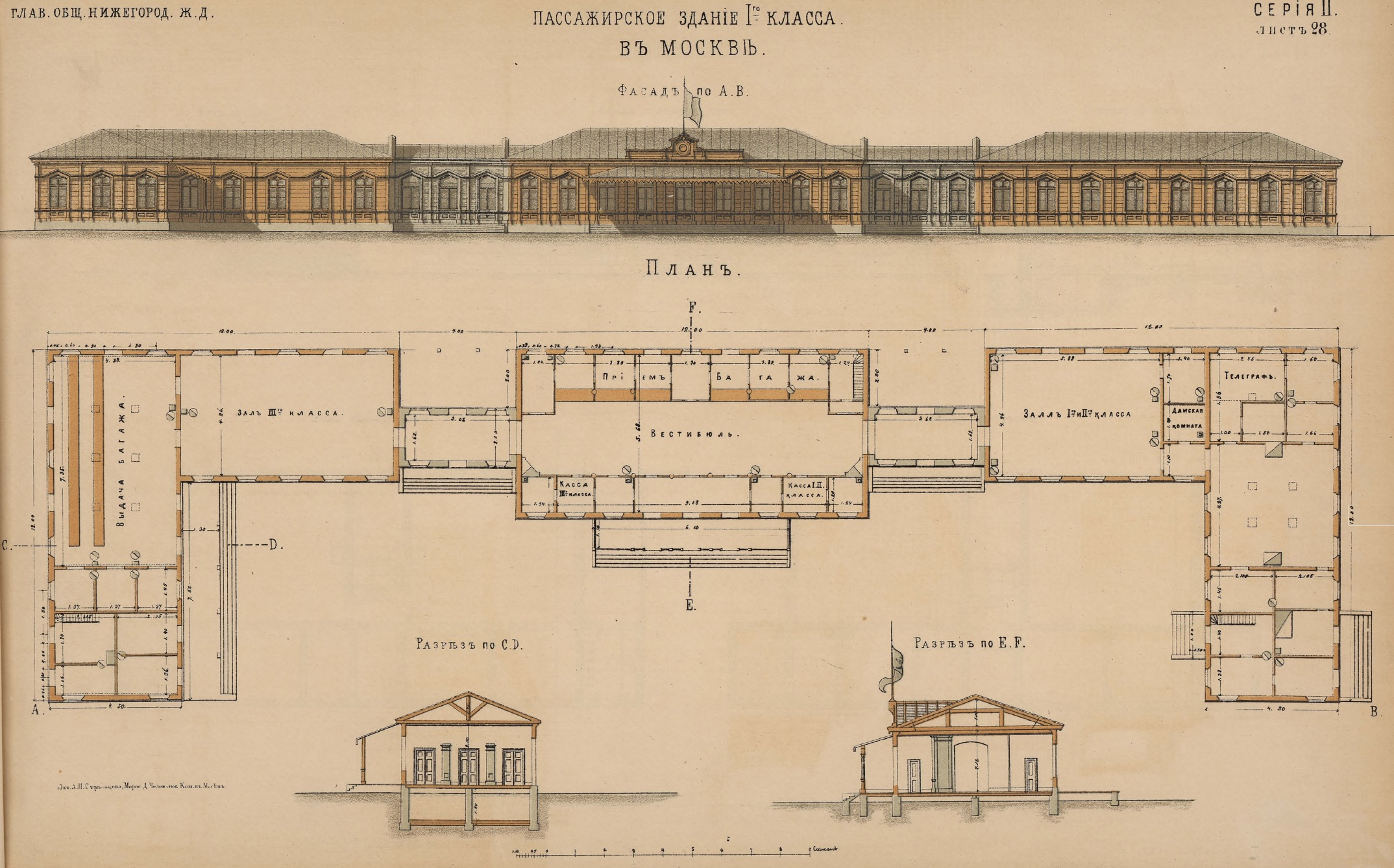
Чертёж вокзала

Концессию на строительство получило Главное общество российских железных дорог, которое исполнительная власть передала Главному центральному управлению, руководимому французским инженером Коллиньоном. Практические работы велись под руководством русских инженеров, среди которых было немало выпускников института Корпуса инженеров путей сообщения (в их числе, А. И. Дельвиг). По воспоминаниям А. И. Дельвига, к изысканиям приступили летом 1857 года; при прокладке трассы изучались проект и сметы, разработанные Вонлярлярским, а также использовали данные, полученные изыскателями при съёмке на местности во время подготовки к строительству шоссейного тракта Москва — Нижний Новгород в 1845 году. Строительные работы начались на участке Москва — Владимир в сентябре 1857 года, а на линии Владимир — Нижний Новгород к работам приступили только весной 1859 года. На строительство привлекались вольнонаёмные рабочие и по принудительному найму крестьяне из прилегающих губерний. На дороге уложены первые рельсы, произведённые казённым Камско-Воткинским заводом. Возведены искусственные сооружения, в том числе Городищевский (ст. Усад), Ковровский и Галицкий (платф. Галицкая) мосты.
Были построены 27 железнодорожных станций, депо, вокзалы, шпалопропиточный завод, железнодорожные мастерские (наиболее технически оснащённые в Коврове), жилые дома для служащих и рабочих, библиотеки, больницы. Подготовка кадров велась в училищах (в Коврове и Нижнем Новгороде).

### Эксплуатация

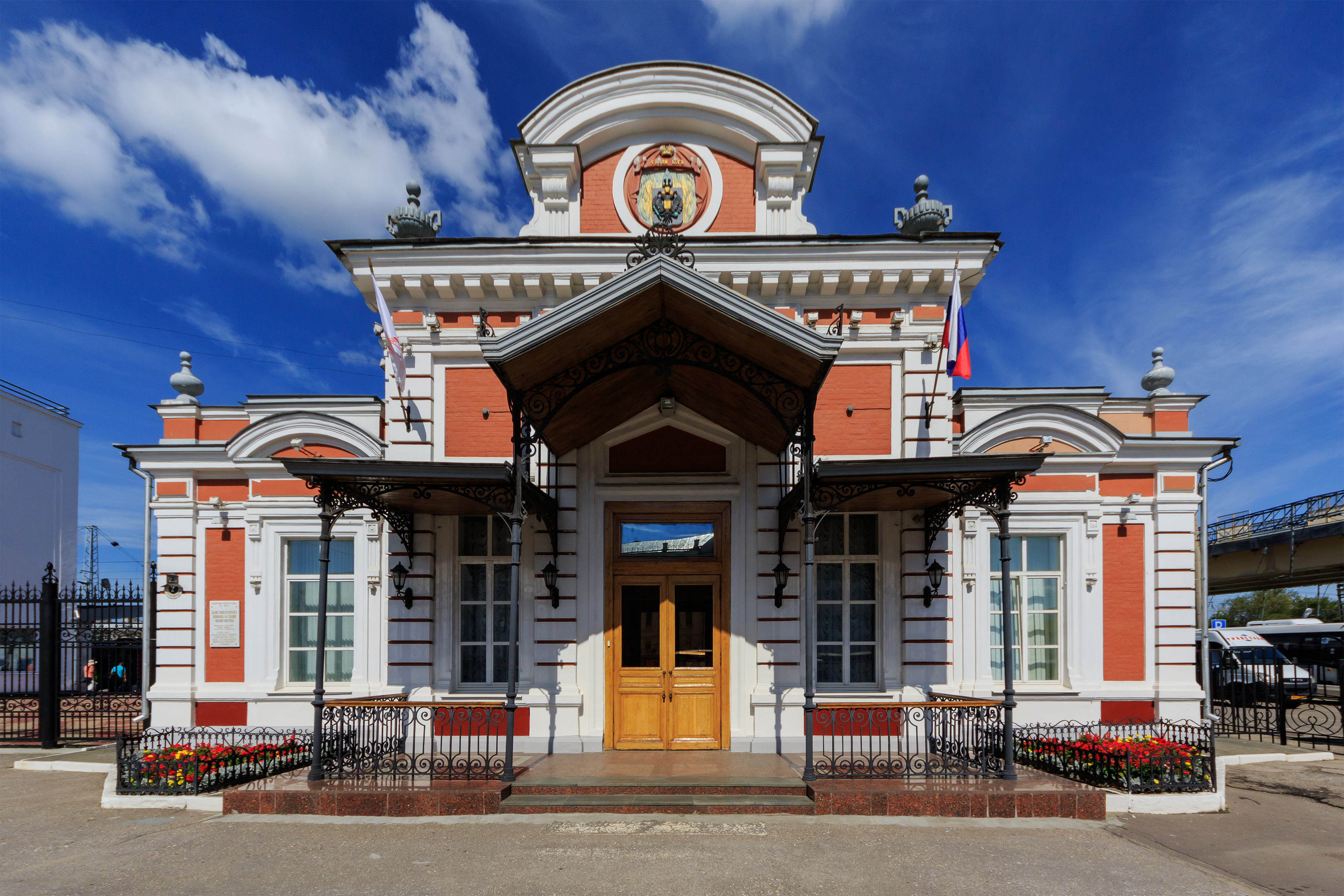
«Царский павильон» в Нижнем Новгороде

Первые поезда пошли по линии Москва — Владимир в октябре 1860 года, постоянное движение открыто 14 июня 1861 года. Открытие движения на всей дороге, протяжённостью 410 вёрст, состоялось 1 августа 1862 года, но ещё в течение 2—3 лет продолжались работы по укреплению насыпей, усилению искусственных сооружений, развитию станций. Директорами дороги были в 1863—1868 годах И. Ф. Кениг, в 1868 - 1893 годах - И.Ф. Рерберг, написавший впоследствии обстоятельный труд о её строительстве и эксплуатации.
В 1878 годы были уложены вторые пути на участке Москва — Владимир (237 вёрст), в 1892 году — до Нижнего Новгорода.
В 1888 году в подвижном составе эксплуатировались 3623 товарных и 268 пассажирских вагонов. В 1894 года дорога выкуплена у Главного общества железных дорог в казну. В 1893—1895 годах Московско-Нижегородская железная дорога объединена с Московско-Курской железной дорогой и Муромской железной дорогой; управление в Москве. Чистый доход — в пределах 4,7 процентов от основного капитала (273 миллионов рублей в 1900 году). На 1909 год дорога была двухколейной.
В мае 1918 года дорога передана в ведение НКПС.
В советское время линия от Москвы до Владимира вошла в состав Московской (1959), а от Владимира до Горького — Горьковской железных дорог (1961). В 2012 году в Нижнем Новгороде в связи со 150-летием открытия движения была создана площадь Железнодорожников.

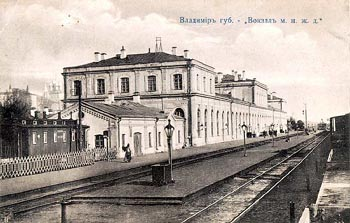
Вокзал станции Владимир

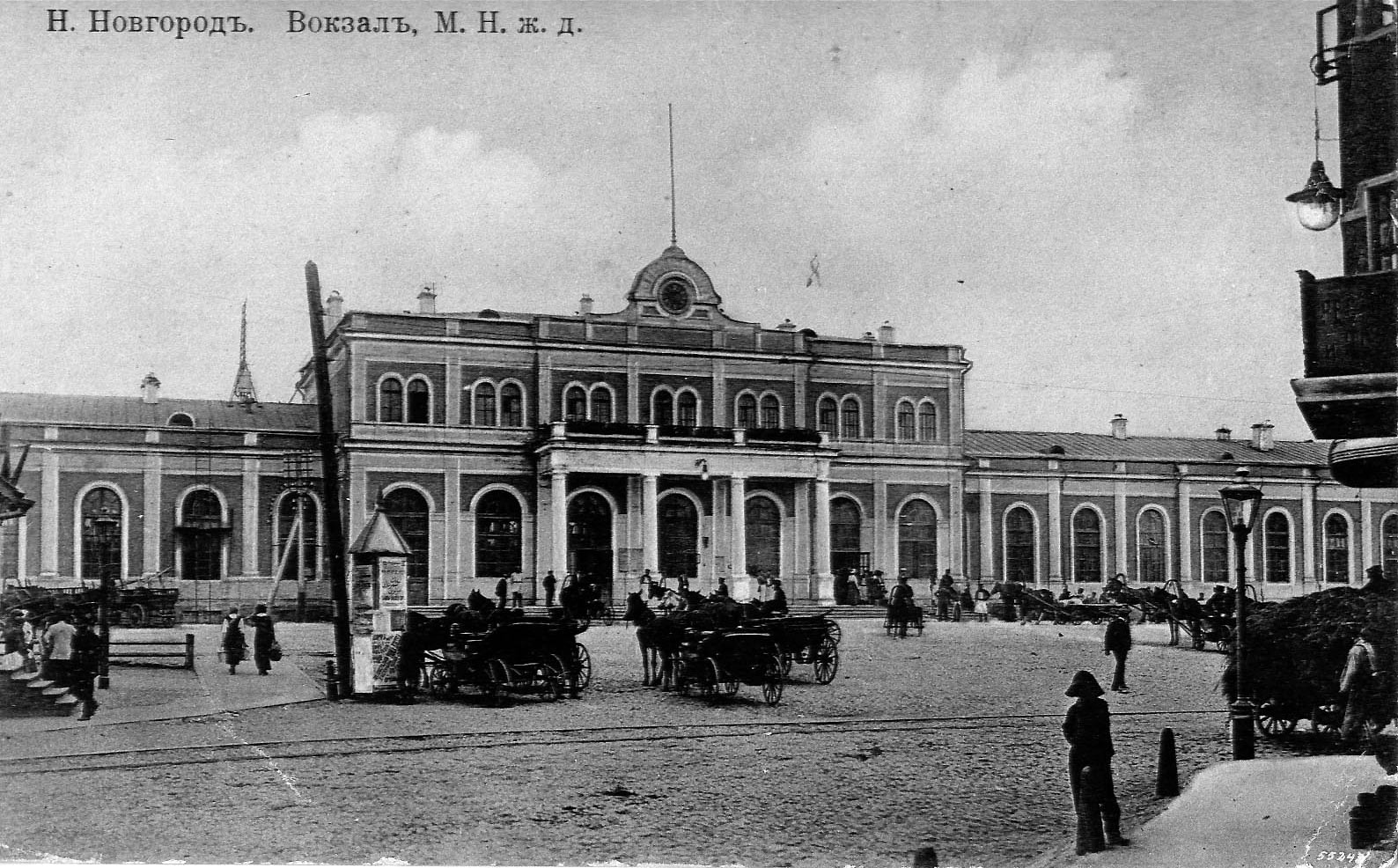
Вокзал станции Нижний Новгород